# Luigi Sturzo

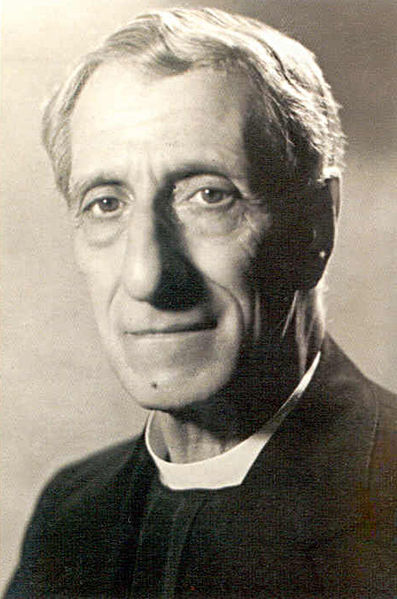
Luigi Sturzo

Luigi Sturzo, auch Don Sturzo (* 26. November 1871 in Caltagirone, Sizilien; † 8. August 1959 in Rom), war ein italienischer Priester und Politiker.

## Leben
Sturzo empfing 1894 das Sakrament der Priesterweihe. Er studierte an der Päpstlichen Universität Gregoriana in Rom und unterrichtete ab 1898 in seiner Heimatstadt Theologie und Philosophie. Um 1900 gehörte er der sozialreformerischen Bewegung der Christlichen Demokraten um Romolo Murri an. Von 1905 bis 1920 war er stellvertretender Bürgermeister von Caltagirone und eine der führenden Persönlichkeiten innerhalb der Katholischen Aktion (Azione Cattolica).
1919 zählte er (gemeinsam u. a. mit Alcide De Gasperi) zu den führenden Gründungsmitgliedern der Partito Popolare Italiano (PPI), aus der Ende 1943 die Democrazia Cristiana (DC) hervorging. Er agierte als deren Generalsekretär (von 1919 bis 1923), konnte sich in der Partei 1922 aber nicht mit seiner Ablehnung einer Beteiligung der PPI an der Regierung Benito Mussolinis durchsetzen, zumal die Kurie die innerparteilichen Gegner Sturzos unterstützte. Am 10. Juli 1923 trat er von diesem Posten zurück, sein Nachfolger wurde Alcide De Gasperi. 1924 begann er mit der Herausgabe der Zeitschrift Partito Popolare Italiano. Als entschiedener Gegner des faschistischen Regimes Mussolinis emigrierte er noch im selben Jahr nach Großbritannien. In London verfasste er mehrere politische Studien, darunter zum Thema Totalitarismus.
Sturzo verglich 1926 die neuen Machtapparate in dem bolschewistischen und dem italienischen „Totalitätssystem“ und kam zu dem Schluss:

„Insgesamt kann man zwischen Rußland und Italien nur einen einzigen Unterschied feststellen, daß nämlich der Bolschewismus eine kommunistische Diktatur oder ein Linksfaschismus ist und der Faschismus eine konservative Diktatur oder ein Rechtsbolschewismus ist.“

1933 bis 1936 unterbreitete er 41 Beiträge an die katholische Schweizer Zeitung La Liberté. 30 wurden veröffentlicht, elf weitere Artikel unterschlug die Zeitung. So wurde ein kritischer Beitrag Sturzos über den Austrofaschisten Engelbert Dollfuß im Februar 1934 nicht gedruckt. Das Blatt war in Italien einen Monat lang verboten. Am 29. Dezember 1935 beendete es die Zusammenarbeit aus Angst vor negativen Reaktionen Italiens wegen weiterer Artikel, als Sturzo im Beitrag Paix aux hommes de bonne volonté (dt. Friede sei den Menschen guten Willens) den Abessinienkrieg durch Italien thematisiert hatte. Sturzo schrieb fortan für den Tessiner Popolo e Libertà. 1940 ging er in die USA, wo er bis 1946 in New York lebte. 1946 kehrte er nach Italien zurück, hatte in der Democrazia Cristiana aber keine führende Rolle mehr. Am 17. September 1952 ernannte Staatspräsident Luigi Einaudi Sturzo zum Senator auf Lebenszeit im Senat des italienischen Parlaments.

## Ehrungen
Nach Luigi Sturzo ist das 1951 gegründete historisch-sozialwissenschaftliches Forschungsinstitut Istituto Sturzo in Rom benannt. Im Rahmen des Premio Amalfi wird ein Luigi-Sturzo-Sonderpreis für Politische Studien vergeben. In diversen italienischen Städten sind Straßen nach Luigi Sturzo benannt.
Ein Verfahren zur Seligsprechung Sturzos wurde im Mai 2002 eingeleitet.

## Werke
- Italien und der Fascismus. Übersetzt von Alois Dempf. Gilde, Köln 1926, DNB 576594792.
- Kirche und Staat. Haas & Grabherr, Augsburg 1932, DNB 361741324.
- Über italienischen Faschismus und Totalitarismus. Hrsg. und eingeleitet von Uwe Backes und Günther Heydemann. Vandenhoeck & Ruprecht, Göttingen 2018, ISBN 3-525-31050-1.